# Montebello tenuis
Montebello tenuis är en spindelart som beskrevs av Henry Roughton Hogg 1914. Arten är ensam i det monotypiska släktet Montebello i familjen månspindlar (Liocranidae).
Artens utbredningsområde är Western Australia. Inga underarter finns listade i Catalogue of Life.